# 日吉信弘
日吉 信弘（ひよし のぶひろ、1957年 - ）は、日本の実業家。
損害保険業界に精通している。

## 経歴
1957年　横浜国立大学工学部卒業後、住友海上火災保険株式会社入社。1989年　フレッド・S・ジェームス日本代表就任。1992年　セジウィク・リスクマネジメント日本代表就任。1995年　セジウィック・グループ顧問就任。

## 著書
- 海外工事保険（1980年）　保険毎日新聞社
- 海外工事保険（改訂版）（1986年）保険毎日新聞社
- キャプティブ保険会社　その設立と運営（1996年）保険毎日新聞社
- 代替的リスク移転(ART)―新しいリスク移転の理論と実務 保険技術と金融技術の理論と実務
- 保険ブローカー（1994年）　保険毎日新聞社
- 保険ブローカー（増補改訂版）（1996年）　保険毎日新聞社
- 直販保険会社（1996年）　保険毎日新聞社

| スタブアイコン | サブスタブ | この項目は、まだ閲覧者の調べものの参照としては役立たない、人物に関連した書きかけの項目です。この項目を加筆・訂正などしてくださる協力者を求めています（P:人物伝/PJ:人物伝）。 |